# Perusia subnotata
Perusia subnotata là một loài bướm đêm trong họ Geometridae.